# Santa Rosa de Conlara
Santa Rosa de Conlara est une localité de la province de San Luis, en Argentine et le chef-lieu du département de Junín. Elle est située au nord de la province.